# Louis XIV dans les arts et la culture
 (décembre 2022).

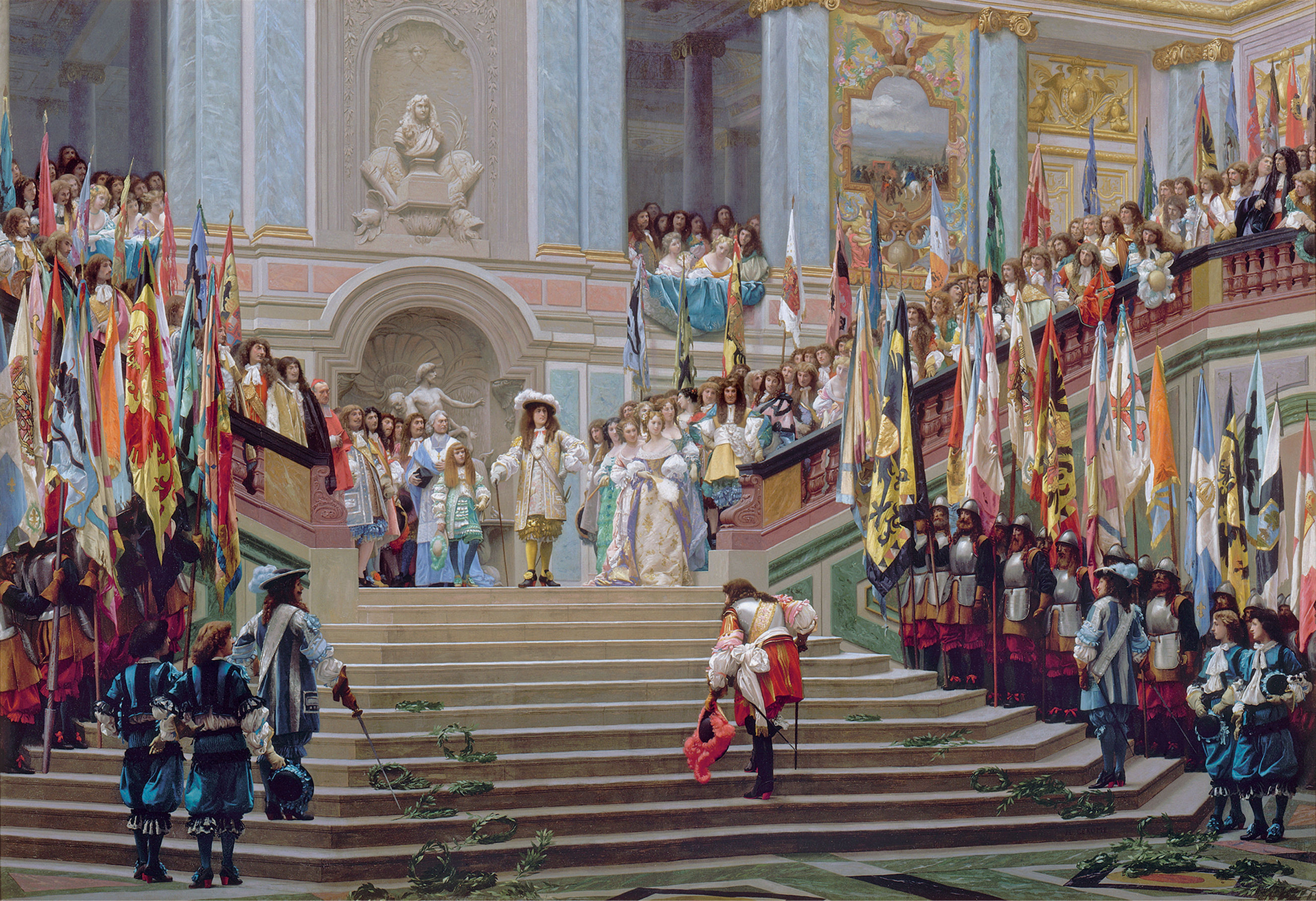
Réception du Grand Condé par Louis XIV (Versailles, 1674), peinture d'histoire de Jean-Léon Gérôme, 1878, Paris, musée d'Orsay.

Représentations de Louis XIV dans les arts et la culture  traite des représentations sculpturales et picturales du roi mais également des pièces de théâtre et des œuvres cinématographiques dans lequel il apparaît ainsi que des acteurs l’ayant incarné.

## Histoire
Louis XIV apparaît dans pratiquement toutes les œuvres artistiques possibles, ainsi qu’au cinéma et à la télévision. Il y est représenté et incarné de multiples façons, que ce soit dans un style historique, illustrant des périodes de son long règne (ses relations avec Mazarin, Fouquet, Colbert, le prince Louis II de Bourbon-Condé, ses maitresses, ses guerres, etc.) ou dans les adaptations, comme celles des Trois Mousquetaires d’Alexandre Dumas.

### Filmographie

#### Cinéma
- 1904 : Vincenzo Denizot dans Le Règne de Louis XIV ;
- 1908 : Jacques Grétillat dans Louis XIV, roi soleil ;
- 1910 : 
  - René d’Auchy dans Molière de Léonce Perret ;
  - Émile Chautard dans Fouquet, l'homme au masque de fer de Camille de Morlhon ;
- 1912 : Emile Dehelly dans Les Caprices du Roi Soleil de Maurice Leforestier ;
- 1922 : 
  - Wladimir Gaidarow dans Der Mann mit der eisernen Maske de Max Glass ;
  - Fritz Delius dans Louise de Lavallière de Georg Burghardt ;
- 1923 : Vladimir Gajdarov dans L'Homme au masque de fer de Max Glass ;
- 1924 : Leopold von Ledebur dans Nanon de Hanns Schwarz ;
- 1928 : G. H. Mulcaster dans L'Homme au masque de fer de George J. Banfield et Leslie Eveleigh ;
- 1929 : William Bakewell dans Le Masque de fer de Allan Dwan ;
- 1935 : 
  - Jean Bara dans Jérôme Perreau, héros des barricades d'Abel Gance ;
  - Randle Ayrton dans Me and Marlborough de Victor Saville ;
  - Michael Bohnen dans La Vie privée de Louis XIV ou Liselotte du Palatinat de Carl Froelich ;
- 1938 : 
  - Karl Paryla dans Nanon de Herbert Maisch ;
  - Jacques Erwin (jeune) et Maurice Schutz (âgé) dans Remontons les Champs-Élysées de Sacha Guitry
  - Leonard Penn dans The Face Behind the Mask de Jacques Tourneur
- 1939 : Louis Hayward dans L'Homme au masque de fer de James Whale ;
- 1943 : José Cibrián dans El hombre de la máscara de hierro de Marco Aurelio Galindo ;
- 1945 : Maurice Escande dans Échec au Roy de Jean-Paul Paulin ;
- 1952 : Peter Miles dans Les Fils des Mousquetaires de Lewis Allen ;
- 1954 :
  - André Falcon dans Le Vicomte de Bragelonne de Fernando Cerchio ;
  - Pierre Cressoy dans Le Masque de fer de Richard Pottier et Giorgio Venturini ;
  - Basil Sydney dans L'Étoile des Indes de Arthur Lubin ;
  - Dominique Viriot, Georges Marchal et Sacha Guitry dans Si Versailles m'était conté… de Sacha Guitry ;
- 1955 : 
  - Raymond Gérôme dans L’Affaire des poisons d’Henri Decoin ;
  - Dominique Viriot dans Si Paris nous était conté de Sacha Guitry ;
- 1958 : Wolf Kaiser dans Hexen von Paris de Erich-Alexander Winds ;
- 1961 : Philippe Noiret dans Les Amours célèbres, épisode Lauzun de Michel Boisrond ;
- 1962 : 
  - Mario Scaccia dans Il était trois flibustiers de Stefano Vanzina ;
  - Jean-François Poron dans Le Masque de fer de Henri Decoin ;
- 1964 ; 
  - Jacques Toja dans Angélique, Marquise des anges de Bernard Borderie ;
  - Jean Leuvrais dans Mademoiselle Molière de Jean-Paul Sassy ;
  - Fernando Rey dans El señor de La Salle de Luis César Amadori ;
- 1965 : 
  - Jacques Toja dans Merveilleuse Angélique de Bernard Borderie ;
  - Samson Fainsilber dans Histoire pittoresque, épisode Le Billard et la gloire de Roger Kahane ;
- 1966 :
  - Hans Caninenberg dans Liselotte von der Pfalz de Kurt Hoffmann ;
  - Jacques Toja dans Angélique et le Roy de Bernard Borderie ;
- 1967 : Louis Selwyn dans Further Adventures of the Musketeers d’Hugh David ;
- 1968 : Nicholas Chagrin dans The Man in the Iron Mask d’Hugh David ;
- 1969 :
  - Eric Donkin dans The Three Musketeers de John Hirsch ;
  - Robert Robinson dans The First Churchills de David Giles ;
- 1970 : Daniel Le Roy dans La Marquise de Brinvilliers de Franz Peter Wirth ;
- 1974 : Romuald Pekny dans Gift-Affäre d’Imo Moszkowicz :
- 1975 : Jacques Charon dans Un souper chez Lauzun de Georges Lacombe ;
- 1976 : 
  - Richard Chamberlain dans L’Homme au masque de fer de Mike Newell ;
  - Paul Barge dans Le Lauzun de la Grande Mademoiselle d’Yves-André Hubert ;
  - Omero Antonutti dans Vita, amori, autocensura e morte in scena del Signor Molière, nostro contemporaneo, ovvero il Tartufo de Luigi Squarzina ;
- 1977 : 
  - Jean-Paul Dulon dans La Lilloise maudite ou Les Larmes du laboureur de Fernand Vincent ;
  - Richard Chamberlain dans L'Homme au masque de fer de Mike Newel ;
  - Pierre Santini dans L’Affaire des poisons de Gérard Vergez.
- 1978 : Raphaël Penchenat (enfant), Antoine Brassat (adolescent) et Jean-Claude Penchenat (adulte) dans Molière d’Ariane Mnouchkine ;
- 1979 :
  - Krzysztof Machowski dans Le Père de la reine (Ojciec krolowej) de Wojciech Solarz ;
  - Beau Bridges dans Le Cinquième Mousquetaire de Ken Annakin ;
- 1981 : Roger Mollien dans Les dossiers à l'écran, épisode Le Pain de Fougère d’Alain Boudet ;
- 1984 : 
  - Jean Desailly dans Le Fou du roi d’Yvan Chiffre ;
  - Bernard Dhéran dans Madame, pas Dame de Marlène Bertin et Marcelle Tassencourt ;
- 1985 : 
  - John Carlisle dans Moliere de Bill Alexander ;
  - Michel Mitrani dans Monsieur de Pourceaugnac de lui-même ;
- 1989 : David Birkin dans Le Retour des Mousquetaires de  Richard Lester ;
- 1993 :
  - Dmitri Kharatian dans Le Secret de la reine Anne, ou les Mousquetaires trente ans après de Gueorgui Jungwald-Khilkevitch ;
  - Maxime Mansion dans Louis, enfant roi de Roger Planchon ;
- 1994 : 
  - Christian Ruche dans La Mort de Molière de Robert Wilson et Philippe Chemin ;
  - Stéphane Legros dans La Fille de d'Artagnan de Bertrand Tavernier ;
- 1995 : Didier Sandre dans  L'Allée du Roi ;
- 1997 : Thierry Lhermitte dans Marquise de Véra Belmont ;
- 1998 : 
  - Nick Richert dans The Man in the Iron Mask de William Richert ;
  - Leonardo DiCaprio dans L'Homme au masque de fer de Randall Wallace ;
- 2000 :
  - Benoît Magimel dans Le Roi danse Gérard Corbiau ;
  - Julian Sands dans Vatel  de Roland Joffé ;
  - Jean-Pierre Kalfon dans Saint-Cyr de Patricia Mazuy ;
- 2001 : Ian James Corlett dans Yvon of the Yukon de Greg Sullivan ;
- 2003 : Thierry Perkins-Lyautey dans Charles II : Le Pouvoir et la Passion de Joe Wright ;
- 2004 : Raymond Aquaviva dans Julie, Chevalier de Maupin de Charlotte Brandström ;
- 2005 : 
  - Louis Bourbon de Parme dans Les Voyages en Orient du Baron d’Aubonne de Philippe Nicolet ;
  - Sylvester Groth dans La Maîtresse du roi de Jan Peter ;
  - Robert Sheehan dans Young Blades de Richard Martin ;
- 2006 : Brad Thomason dans Engineering an Empire, épisode Napoleon: Steel Monster de Penny Fearon et Randy Martin ;
- 2007 :
  - Samuel Theis dans Versailles, le rêve d'un roi de Thierry Binisti ;
  - Dmitriy Shilyaev dans Fantassins, seuls en première ligne de Oleg Ryaskov ;
- 2009 :
  - Dmitri Kharatian dans Le Retour des mousquetaires, ou les Trésors du cardinal Mazarin de Gueorgui Jungwald-Khilkevitch ;
  - Cyril Descours dans La Reine et le Cardinal de Marc Rivière ;
- 2011 : Xavier Lafitte dans Aguila Roja, la película de José Ramón Ayerra ;
- 2012 : Grégoire Bonnet dans Éléonore l’intrépide d’Ivan Calbérac ;
- 2013 : David Kross dans Angélique d'Ariel Zeitoun ;
- 2014 :
  - Pierce Brosnan dans The King's Daughter de Sean McNamara ;
  - Alan Rickman dans Les Jardins du roi ;
- 2015 :Cornelius Obonya dans Eugène de Savoie et l'empire Ottoman de Heinz Leger ;
- 2016 :Jean-Pierre Léaud dans La Mort de Louis XIV de Albert Serra ;
- 2018 :
  - Marco Todisco dans Moschettieri del re: La penultima missione de Giovanni Veronesi ;
  - Louis-Do de Lencquesaing dans Un peuple et son roi ;
  - Lluís Serrat dans Roi Soleil de Albert Serra ;
- 2019 : Douglas Jouishomme dans Versailles : Le Palais retrouvé du Roi-Soleil de Marc Jampolsky ;
- 2022 : Pierce Brosnan dans The King's Daughter de Sean McNamara.
- 2023 : Benjamin Wangermee dans Madame de Sévigné d'Isabelle Brocard.
- 2024 : Alexandre Mousli dans Les Chèvres ! de Fred Cavayé.

#### Télévision

##### Documentaire
- 2016 : La mort de Louis XIV de Sylvie Faiveley.

##### Téléfilm
- 1966 : Jean-Marie Patte dans La Prise de pouvoir par Louis XIV de Roberto Rossellini ;
- 1973 : Michel Pilorge dans Le Château perdu de François Chatel ;
- 2004 : Freddie Sayers dans La Femme mousquetaire de Steve Boyum ;
- 2011 : Davy Sardou dans Le Roi, l'Écureuil et la Couleuvre de Laurent Heynemann ;
- 2019 : Jules Pelissier dans Brûlez Molière ! de Jacques Malaterre ;

##### Série
- 1960 : 1960 : Julien Bertheau dans La caméra explore le temps, épisode Le Drame des poisons de Stellio Lorenzi ;
- 1962 : Henri Labussière dans Histoire pittoresque, épisode Un repas du roi Soleil de Jean Pignol ;
- 1964 : Yves Barsacq dans Histoire pittoresque, épisode Le Médecin du Roi d’Henri Kubnick et Jean Pignol ;
- 1969 : Daniel Leroy dans D'Artagnan de Claude Barma ;
- 1973 : Denis Manuel dans Molière pour rire et pour pleurer de Marcel Camus ;
- 1979 : Acteur non crédité dans « Le grand siècle de Louis XIV » d'Albert Barillé, Il était une fois… l'Homme ;
- 2011 : Pascal Neyron dans Les Procès de l’Histoire, épisode L’Affaire Nicolas Fouquet (1661) de Ghislain Vidal ;
- 2012 : Armand Eloi dans L'aventure humaine, épisode Vauban, la sueur épargne le sang de Pascal Cuissot ;
- 2015 : 
  - Gabriel Matringe (jeune) et Vladimir Perrin (âgé) dans Secrets d'Histoire, épisode Louis XIV, l'homme et le Roi de Guillaume de Lestrange ;
  - George Blagden dans Versailles ;
- 2016 : Mathéo Cappelli dans Secrets d'Histoire, épisode La Grande Mademoiselle, une rebelle sous Louis XIV de Benjamin Lehrer et Jean-Édouard Choppin ;
- 2017 : Tristan Robin (20 à 50 ans), Boris Terral (52 à 63 ans) dans La Guerre des trônes, la véritable histoire de l'Europe de Vanessa Pontet et Alain Brunard
- 2019 : Acteur anonyme dans Science Grand Format, épisode Versailles, les défis du Roi-Soleil de Philippe Tourancheau ;
- 2020 :
  - Alexis Néret dans Secrets d'Histoire, épisode Vauban, le roi et les forteresses de Benjamin Lehrer
  - Alexis Néret dans Madame de Montespan : le grand amour du Roi Soleil de Benjamin Lehrer.

### Littérature
Ses premières apparitions dans la littérature datent de l'époque de son règne. S'y distinguent deux périodes. Durant la première, entre 1660 et 1678, la mention du roi s'accompagne d'éloges presque unanimes ; la seconde (après 1678) voit l'image du souverain attaquée par des critiques initialement voilées, puis directes et généralement pamphlétaires,. Les recherches actuelles s'intéressent également à la part de mythologie dans l'image de lui-même que cherchait à renvoyer le roi.
Le roman historique est l'occasion de mettre en scène le Roi-Soleil. En particulier, Alexandre Dumas le montre dans Le Vicomte de Bragelonne et Louis XIV et son siècle ; mais les traits psychologiques du roi, comme d'ailleurs ceux de nombreux autres personnages historiques, n'y sont qu'esquissés, voire caricaturés.

### Comédie musicale
Dans Le Roi Soleil, une comédie musicale française jouée de 2005 à 2007, les sentiments du roi interprété par Emmanuel Moire, face au pouvoir, à ses responsabilités, sont mis en exergue, notamment dans les chansons Ça marche et Être à la hauteur[réf. nécessaire].